# Gnatholepis thompsoni
Gnatholepis thompsoni és una espècie de peix de la família dels gòbids i de l'ordre dels perciformes.

## Morfologia
- Els mascles poden assolir 8,2 cm de longitud total i les femelles 5,7.[1][2]

## Hàbitat
És un peix marí, de clima tropical i associat als esculls de corall que viu entre 0-50 m de fondària.

## Distribució geogràfica
Es troba a l'Atlàntic occidental (des de Bermuda, Florida -els Estats Units- i les Bahames fins al nord de Sud-amèrica) i l'Atlàntic oriental (Illa de l'Ascensió, Santa Helena i São Tomé).

## Observacions
És inofensiu per als humans.